# Plan Pinay-Rueff
Le plan Pinay-Rueff est un plan d'action et une politique économique mis au point par Jacques Rueff et le ministre des Finances Antoine Pinay entre la fin de la Quatrième République et le début de la présidence de Charles de Gaulle dans le but de redresser l'économie française. 

## Contexte
Dans la deuxième moitié des années 1950, la France connaît des déséquilibres majeurs. L'inflation atteint 15 % en 1958, et la balance des paiements est déséquilibrée, alors que le déficit budgétaire est persistant. Le chômage demeure toutefois faible. Afin que la France entre en position de force dans la nouvelle union des pays européens (Communauté économique européenne), le gouvernement estime que l’État doit assainir les finances publiques.
Le directeur de cabinet de Charles de Gaulle, Georges Pompidou, commande un rapport à Jacques Rueff et Antoine Pinay, dans le but de stabiliser l'économie et réduire ses déséquilibres.  

## Préparation
Une commission est réunie autour de Rueff et Pinay, composée notamment de Roger Goetze, Pierre-Paul Schweitzer et Jean Guyot. La commission réutilise quelques idées issues du gouvernement Pierre Pflimlin, que ledit gouvernement n'avait jamais mises en œuvre. 
La commission délivre au gouvernement Michel Debré un rapport préconisant diverses mesures de rétablissement de l'équilibre économique. Charles de Gaulle consulte différents responsables politiques et administratifs, dont François Bloch-Lainé, qui donne un avis positif. Guy Mollet se montre lui en revanche opposé au plan. Il est adopté le 23 décembre 1958,. 

## Contenu
Les dépenses publiques sont limitées. Le plan crée le nouveau franc, qui correspond à 100 anciens francs, accompagné d'une dévaluation de 17 %.
La Direction générale des prix est chargée de calculer l'effet des mesures sur les prix. Elle évalue l'effet à une augmentation de l'inflation de 6 % à 7 %. L'inflation est finalement de 6,5 %.

## Réactions
Le plan Pinay-Rueff prescrit et entraîne la suppression, le 30 décembre 1958, de la retraite du combattant, malgré les réserves d'Antoine Pinay, lui-même vétéran de la Première Guerre mondiale, ce qui suscite des manifestations d'associations d’anciens combattants les 21-22 janvier 1959,,. À la veille du 11 novembre 1959, le général de Gaulle déclare : « Les anciens combattants sont faits pour être les premiers à l'honneur, ils ne sont pas faits pour être les premiers à la revendication ». La retraite est finalement rétablie quelque temps après,.

## Postérité
Le journaliste Laurent de Boissieu souligne que « lorsqu'on parle du libéralisme réel ou supposé de De Gaulle », le plan Pinay-Rueff est toujours « la même preuve qui est donnée ». S'il relève que « Charles de Gaulle a souhaité lutter contre le déficit budgétaire », il estime que « ce n'était pas par idéologie libérale : c'était pour ensuite conduire une politique industrielle, c'est-à-dire d'intervention de l'État ».
D'après Michel-Pierre Chélini, le nouveau franc « restera dans la mémoire collective comme le trait le plus marquant du plan "Pinay-Rueff" ».

### Articles académiques
- Michel-Pierre Chélini, « Le plan de stabilisation Pinay-Rueff, 1958 », Revue d’histoire moderne et contemporaine, nos 48-4,‎ 2001, p. 102-123 (lire en ligne, consulté le 3 janvier 2017). Via Cairn.info.

### Webographie
- Laurent de Boissieu, « Décembre 1958-décembre 1959: la parenthèse libérale du gaullisme », sur ipolitique.fr, 3 janvier 2017 (consulté le 3 janvier 2017).